# Диас, Освальдо
Освальдо Хавьер Диас Хименес (исп. Osvaldo Javier Díaz Gimenez, род. 22 декабря 1981, Сан-Лоренсо) — парагвайский футболист, полузащитник.

## Биография
Освальдо Диас начал свою футбольную карьеру в столичном клубе «Гуарани», а середине 2007 года перешёл в «Олимпию Асунсьон» в Первом дивизионе Парагвая.
Диас в составе Олимпийской сборной Парагвая стал обладателем серебряной медали Олимпийских игр 2004 года, проходивших в Афинах.